# Всемирная выставка (1876)
Всемирная выставка 1876 года (англ. Centennial International Exhibition, официальное название International Exhibition of Arts, Manufactures, and Products of the Soil and Mine) — всемирная международная выставка, впервые проводившаяся за пределами Европы — в Филадельфии (США).

## История
Официально именовалась «Международной выставкой искусств, промышленных изделий и продуктов почв и шахт» (англ. International Exhibition of Arts, Manufactures and Products of the Soil and Minе).
Её проведение совпало с празднованием столетия принятия Декларации независимости США. Открывали выставку президент Улисс Грант и бразильский император Педру II. На ней публике впервые были продемонстрированы факел незавершённой статуи Свободы, телефон Александра Г. Белла и печатная машинка «Ремингтон 1». В числе участников из Российской империи был жанровый живописец Алексей Аввакумович Наумов. В общей сложности выставку посетили почти 10 млн человек. По окончании мероприятия главный выставочный зал был передан в распоряжение новоучреждённого городского художественного музея.